# Барбора Завадова
Барбора Завадова (чеськ. Barbora Závadová, 23 січня 1993) — чеська плавчиня.
Учасниця Олімпійських Ігор 2012, 2016 років.
Призерка Чемпіонату Європи з водних видів спорту 2012 року.
Призерка Чемпіонату Європи з плавання на короткій воді 2012 року.
Призерка літньої Універсіади 2015 року.